# MIM-23 Hawk
El Raytheon MIM-23 Hawk (o HAWK: Homing All the Way Killer) es un misil tierra-aire estadounidense de mediano alcance. Fue diseñado para ser una contraparte mucho más móvil del MIM-14 Nike Hercules, intercambiando la capacidad de alcance y altitud por un tamaño y peso mucho más pequeños. Su rendimiento de bajo nivel se mejoró considerablemente con respecto a Nike mediante la adopción de nuevos radares y un sistema de guía de referencia de radar de onda continua semiactiva.
Originalmente, Hawk estaba destinado a atacar aviones, especialmente aquellos que vuelan a altitudes medias y bajas. Entró en servicio con el Ejército en este cargo en 1959. En 1971 se sometió a un programa de mejora importante como el Halcón mejorado, o I-Hawk, que realizó varias mejoras en el misil y reemplazó todos los sistemas de radar con nuevos modelos. Las mejoras continuaron a lo largo de los próximos veinte años, agregando un ECCM mejorado, una característica potencial de inicio en el atasco, y en 1995, una nueva ojiva que lo hizo capaz contra misiles tácticos de corto alcance. Jane informó que la probabilidad de muerte por disparo único del sistema original era de 0,56; I-Hawk mejoró esto a 0,85.
Hawk fue reemplazado por el MIM-104 Patriot en el servicio del Ejército de los EE. UU. En 1994, el último usuario de los EE. UU. fue el Cuerpo de Marines de los EE. UU., que utilizó el suyo hasta 2002 cuando fueron reemplazados por el FIM-92 Stinger de corto alcance portátil. El misil también se produjo fuera de los EE. UU. En Europa occidental, Japón e Irán. Estados Unidos nunca usó el Halcón en combate, pero ha sido empleado en numerosas ocasiones por otras naciones. Se fabricaron aproximadamente 40 000 de estos misiles.

## Historia

### Nacimiento
El trabajo en un nuevo sistema de misiles antiaéreos comenzó en el año 1952. Durante los primeros dos años se estudió la posibilidad de crear un sistema de defensa aérea con un sistema de guía de radar semiactivo. En esta etapa el programa recibió su nombre, Hawk (Homing All the Way Killer - Interceptor controlado durante todo el vuelo).
El trabajo preliminar demostró las capacidades existentes de la industria militar estadounidense y ha permitió comenzar a desarrollar el nuevo sistema de defensa aérea. En 1954 el Pentágono y varias compañías firmaron contratos para desarrollar los diversos componentes del HAWK. Raytheon debía crear el misil guiado y Northrop todos los componentes terrestres: lanzador, sistema de radar, sistema de control y máquinas auxiliares.

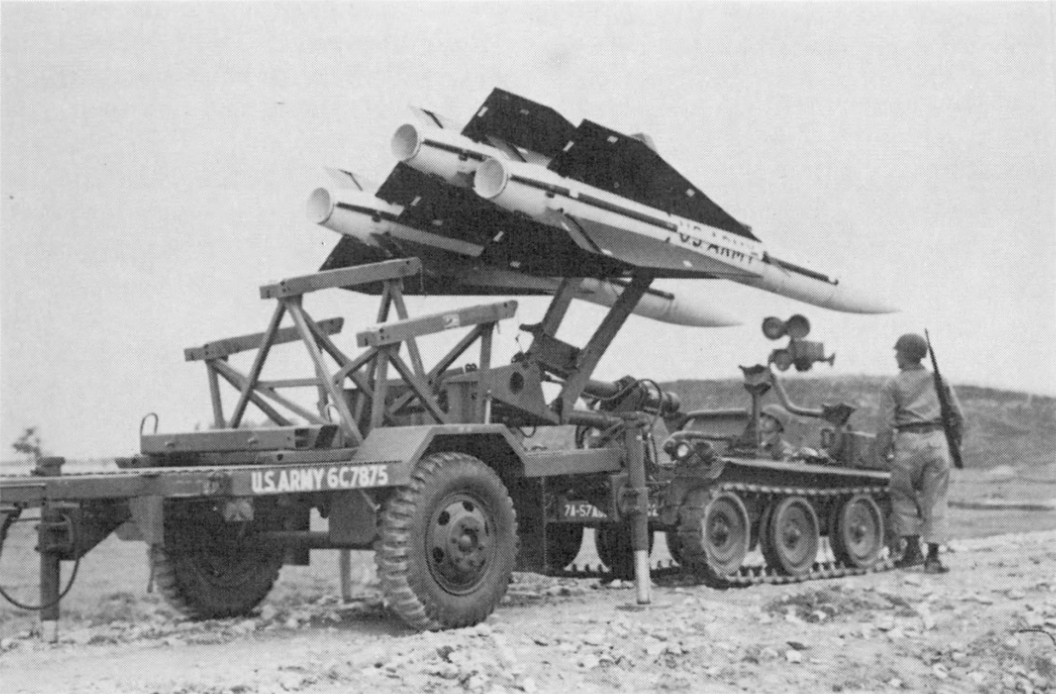
Misiles siendo cargados en el lanzador.

Los primeros lanzamientos de prueba se llevaron a cabo en junio de 1956. Las pruebas continuaron durante un año, después se comenzaron a corregir las deficiencias identificadas. En 1960, el ejército de EE. UU. Introdujo el nuevo sistema antiaéreo con la designación MIM-23 HAWK. Pronto comenzaron las entregas a las unidades de primera línea. Más tarde se realizaron nuevas modificaciones, recibiendo la designación MIM-23A.
El sistema antiaéreo HAWK incluía un misil guiado MIM-23, un lanzador, un detector de objetivos y un radar marcador de objetivo, un buscador radar, un puesto de mando y un centro de mando de batería. Además tenía una serie de equipos auxiliares: máquinas de transporte y carga de varios modelos.
La forma aerodinámica del cohete MIM-23 no ha sufrido ningún cambio importante. En la cola del misil había alas en forma de X con un tramo de timones a lo ancho del borde trasero. La masa de lanzamiento del misil era 584 kg, 54 kg la ojiva de fragmentación explosiva. Las características del MIM-23A le permitían alcanzar objetivos en 2-25 km de radio y a altitudes de 50-11 000 m. La probabilidad de alcanzar un objetivo con un misil se declaró al nivel de 50 %.

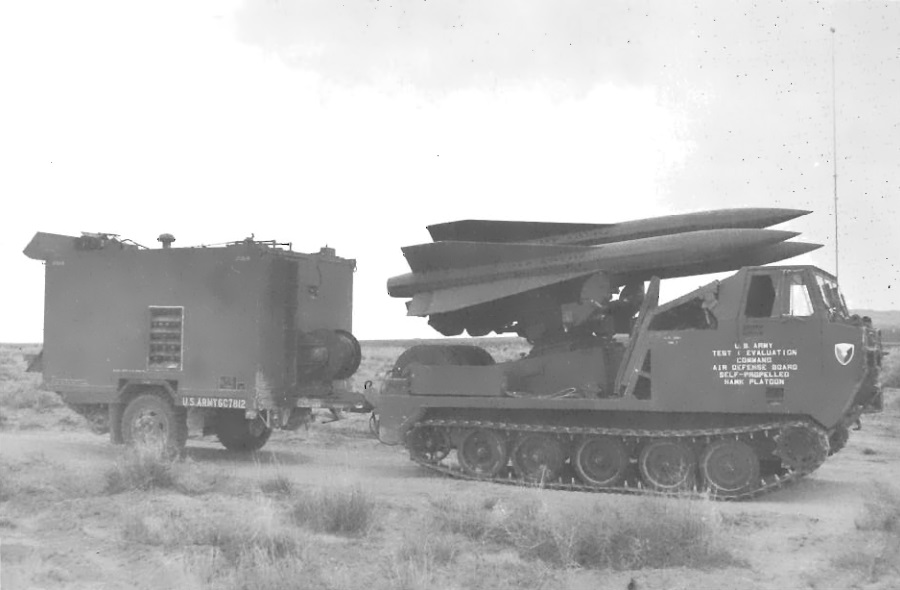
M727, lanzador autopropulsado.

Para rastrear el cielo y la detección de blancos el radar AN/MPQ-50 se incorporó al sistema HAWK. Durante las primeras actualizaciones se introdujo un radar para detectar objetivos a baja altitud, el AN/MPQ-55. Ambas estaciones de radar estaban equipadas con sistemas de sincronización de rotación de antena para eliminar "zonas muertas" alrededor de la estación de radar. El misil MIM-23A contaba con un sistema de guía semiactiva, guiado por el radar de iluminación AN/MPQ-46 que proporciona guía de misiles, sino también y también determina la distancia del objetivo. Las características del radar hacían posible detectar bombarderos enemigos a una distancia de 100 kilómetros.
Para los misiles se creó un lanzador con tres guías. Este sistema se usa tanto en versiones autopropulsadas como remolcadas. Tras detectar el objetivo y determinar sus coordenadas, el lanzador se orienta en la dirección del objetivo y enciende el radar de iluminación.
Para llevar los misiles al lanzador, se desarrolló la máquina de transporte M-501, equipada con un dispositivo de carga con un dispositivo hidráulico, que permitía colocar tres misiles en el lanzador al mismo tiempo.
El sistema básico de HAWK solo podía atacar un objetivo a la vez, lo que tuvo un efecto correspondiente en sus capacidades de combate. Otro problema serio fue la electrónica, el tiempo entre fallas no excedía las 40 horas.

### Modernización
El MIM-23A HAWK aumentó significativamente el potencial de la defensa aérea, pero las deficiencias existentes pusieron en peligro su futuro. Era necesario llevar a cabo actualizaciones que pudieran llevar las características a un nivel aceptable. En 1964 comenzó en el proyecto HAWK mejorado o I-HAWK. Esta modernización pretendía mejorar significativamente las características del misil, así como actualizar los componentes de terrestres, incluido el uso de equipos digitales.

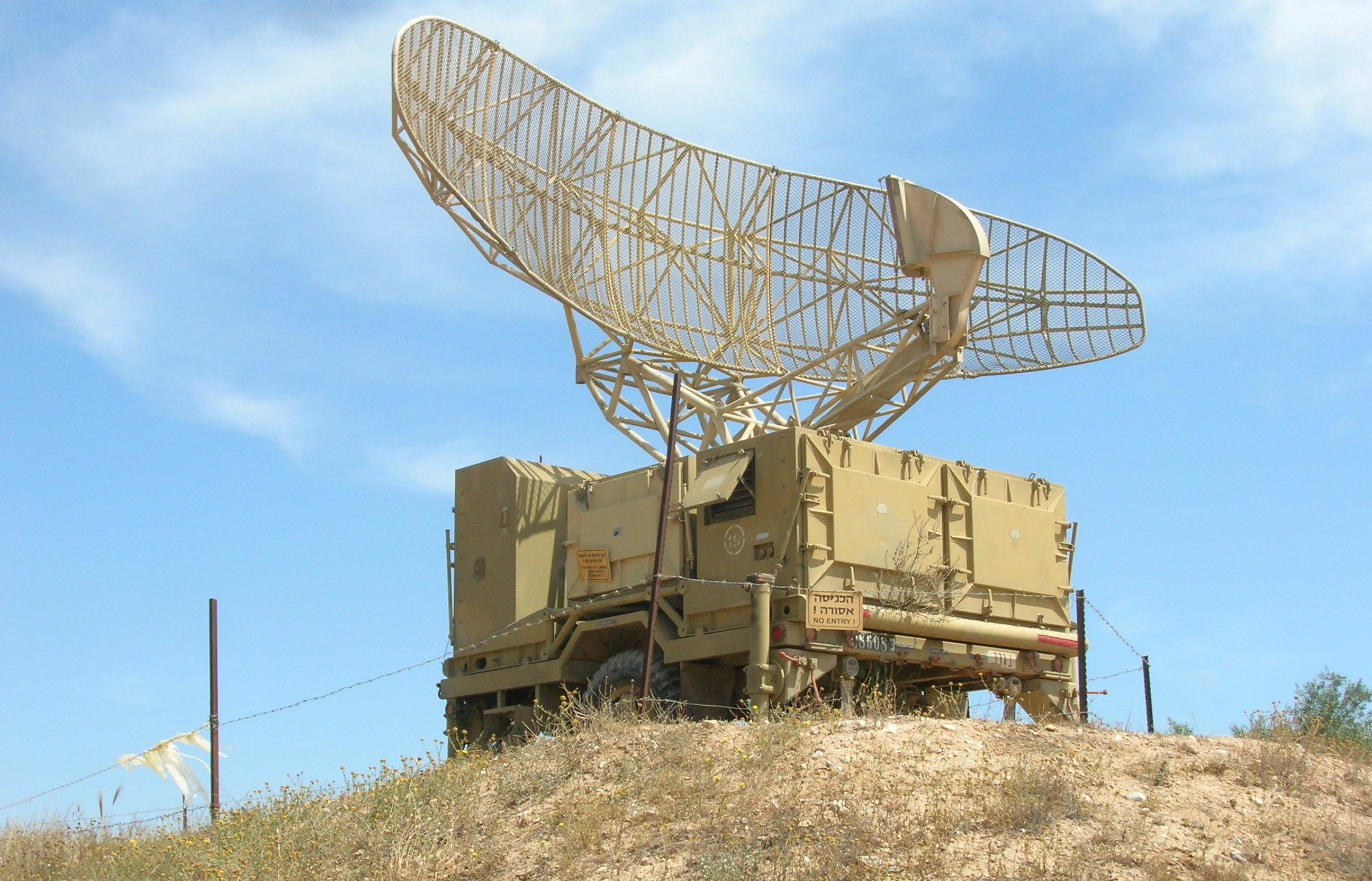
Radar de búsqueda (Pulse Acquisition Radar—PAR).

La base del sistema mejorado eran los misiles MIM-23B. Los equipos electrónicos fueron actualizados y se instaló un nuevo motor de combustible sólido. El peso aumentó hasta 625 kilogramos. El radio de intercepción varió de 1 a 40 kilómetros, y la altura de 30 metros a 18 km. El nuevo motor de combustible sólido proporcionó al cohete MIM-23B una velocidad máxima de hasta 900 m/s.

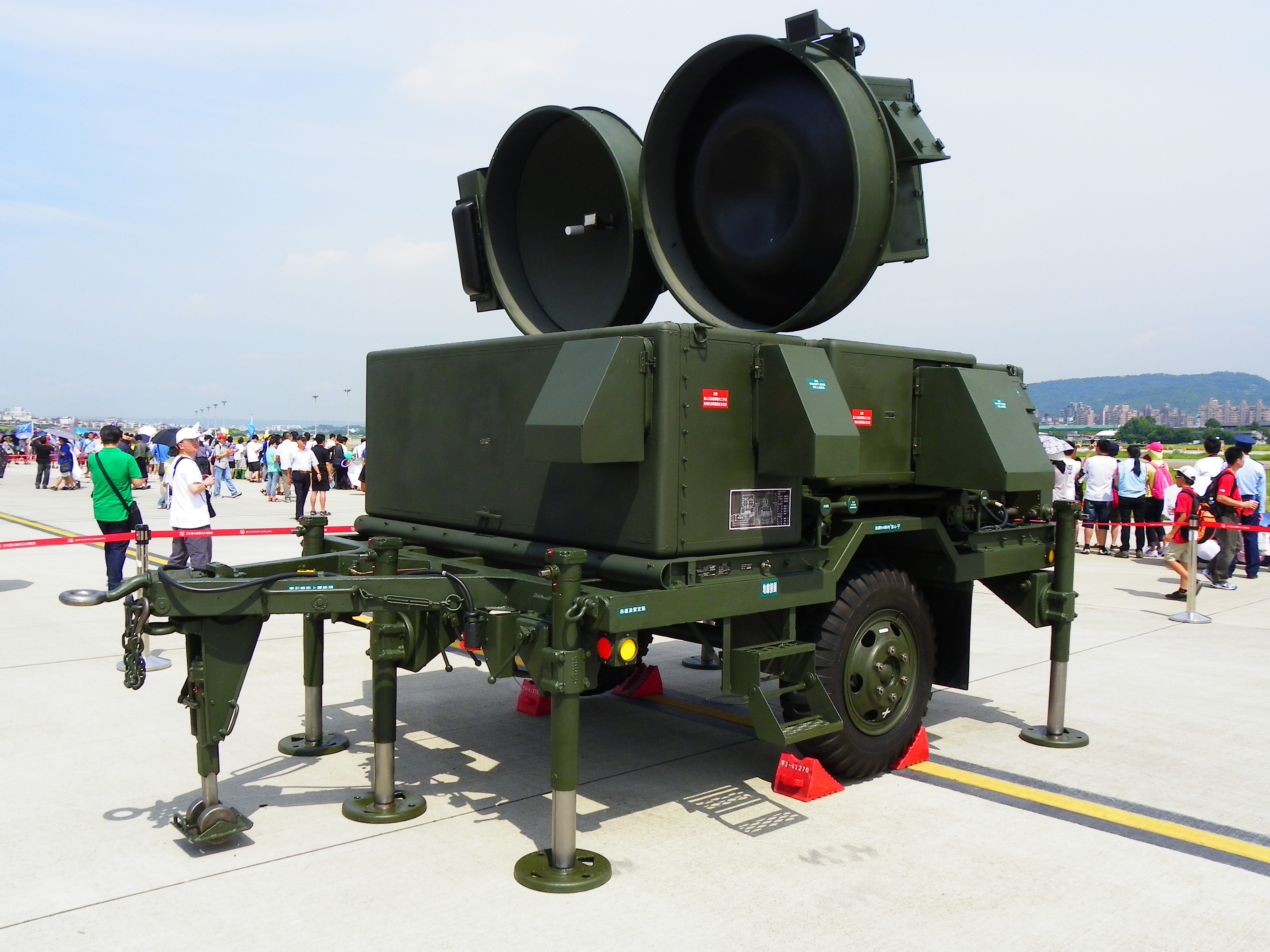
Radar iluminador (High Power Illuminator Radar -HIPIR).

Los componentes electrónicos del sistema HAWK mejorado incluían un sistema de procesamiento de datos digital de las informaciones de radar. El propio radar sufrió cambios significativos. El tiempo de operación de los sistemas entre fallas aumentó 150-170 horas.
Los primeros sistemas de misiles mejorados entraron en servicio en el año 1972. El programa de modernización continuó hasta 1978. Los sistemas construidos y renovados ayudaron a aumentar significativamente el potencial de la defensa aérea militar.

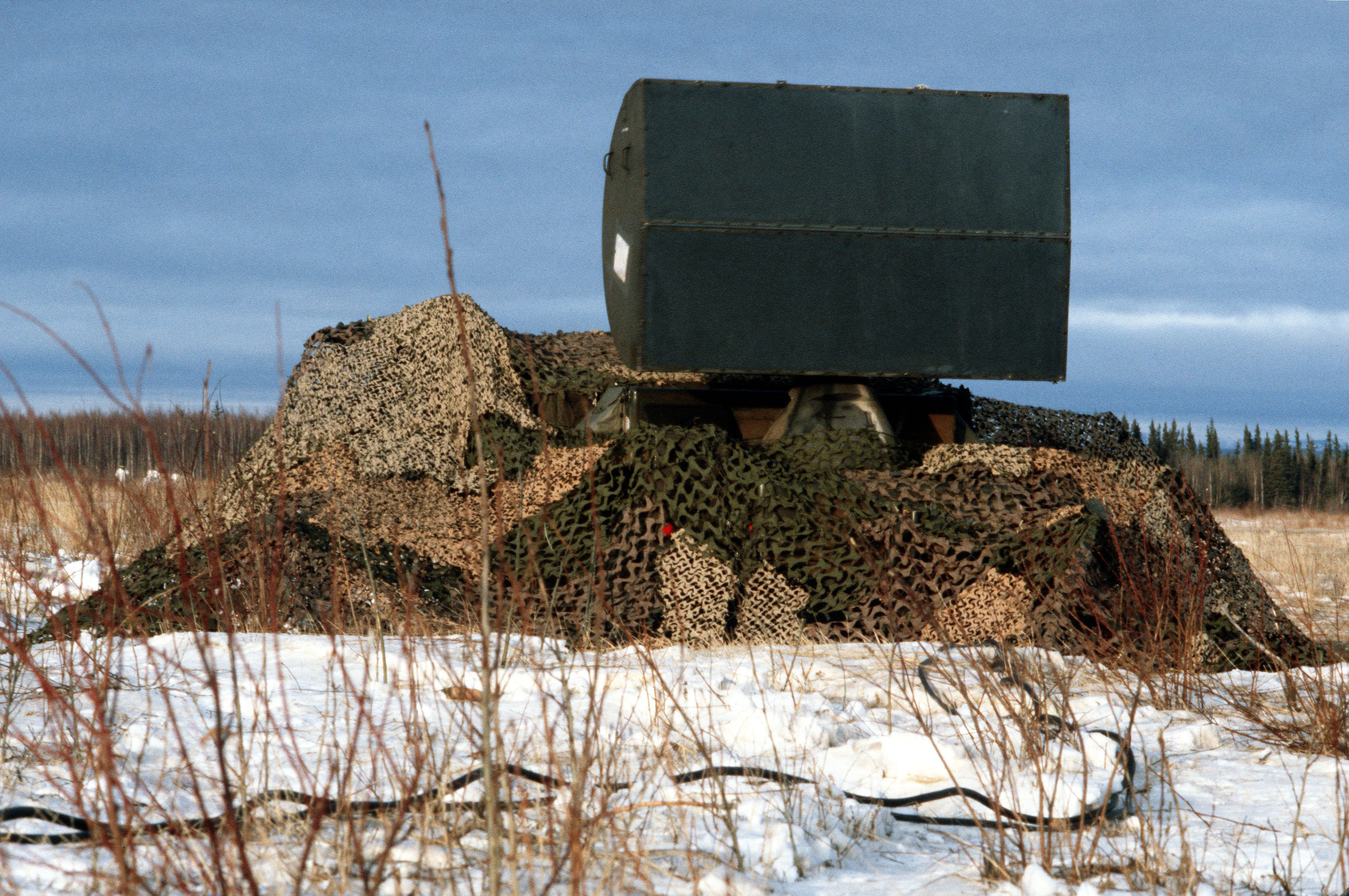
Radar de onda continua (Continuous Wave Acquisition Radar -CWAR).

Poco después de la creación del proyecto HAWK mejorado, se lanzó un nuevo programa llamado HAWK PIP (Plan de mejora de productos HAWK), que se dividió en varias fases. Durante la primera fase del programa, los complejos cenitales recibieron equipos AN/MPQ-55 ICWAR e IPAR mejorados, lo que hizo posible aumentar el tamaño del espacio aéreo vigilado.
Desde 1978 hasta mediados de los años ochenta, los desarrollos del sistema HAWK entraron en la segunda fase. El radar AN/MPQ-46 fue reemplazado por un nuevo sistema AN/MPQ-57. Además, en los equipos algunos bloques basados en lámparas fueron reemplazados por transistores. A mediados de los años ochenta, la estación de detección y seguimiento óptico-electrónico OD-179/TVY se incluyó en el sistema de defensa aérea I-HAWK. Este sistema permitió aumentar las capacidades de combate en un entorno difícil de interferencia electrónica.
En 1983-89 tuvo lugar la tercera fase de la modernización. Los cambios afectaron al equipo electrónico, incorporando componentes digitales modernos. Además, se mejoraron las estaciones de radar. Una innovación importante en la tercera fase fue el sistema LASHE, que permitió que atacara simultáneamente varios objetivos.
Después de la segunda fase de la modernización, se recomendó que los sistemas HAWK mejorados cambiaran la estructura de las baterías antiaéreas. La unidad de principal del sistema era una batería que, dependiendo de la situación, podría haber tenido dos (batería estándar) o tres pelotones (batería reforzada). La composición estándar implicaba el uso de pelotón de fuego principal y avanzado. En los reforzados uno principal y dos avanzados. La batería consistía en el puesto de mando TSW-12, centro de intercambio de datos MSQ-110, radar AN/MPQ-50, radar AN/MPQ-55 y radar AN/MPQ-51. Cada uno de los dos o tres grupos principales incluía un radar AN/MPQ-57, tres lanzadores y varios equipos auxiliares. Además del radar y los lanzadores, el pelotón avanzado incluía un puesto de comando del pelotón MSW-18 y un radar de detección de radar AN / MPQ-55.
Desde principios de los años ochenta, hubo varias modificaciones del misil MIM-23. El MIM-23C apareció en 1982, con un cabeza guiado actualizada que le permitió operar en condiciones de uso de sistemas EW por parte del enemigo. Según algunos informes esta modificación apareció "gracias a" los sistemas de guerra electrónica soviéticos utilizados por la Fuerza Aérea Iraquí durante la guerra con Irán. En 1990, apareció el cohete MIM-23E, que también tenía mayor resistencia a la interferencia del enemigo.
A mediados de los años noventa, se creó el MIM-23K. Se diferenciaba por un motor más potente y otras características. La actualización permitió llevar el alcance a 45 kilómetros y la altitud máxima del objetivo a 20 km. Además, el MIM-23K recibió una nueva ojiva con fragmentos ya preparados de 35 g cada uno. Los fragmentos de las cabezas de combate de misiles anteriores pesaban 2 gramos. Se argumentó que la ojiva mejorada permitiría al nuevo misil guiado destruir misiles balísticos tácticos.

### Entregas a terceros países
Los primeros sistemas antiaéreos HAWK para el ejército estadounidense se fabricaron en 1960. Un año antes, EE. UU., Bélgica, Alemania, Italia, los Países Bajos y Francia firmaron un acuerdo para la producción conjunta de nuevos sistemas de defensa aérea en empresas europeas. Un poco más tarde, las partes de este contrato recibieron órdenes de Grecia, Dinamarca y España, que iban a recibir un sistema de defensa aérea HAWK de origen europeo. Israel, Suecia y Japón ordenaron los SAM directamente a los EE. UU. A finales de los años sesenta, Estados Unidos entregó los primeros sistemas a Corea del Sur y Taiwán, y también ayudó a Japón con la producción local.

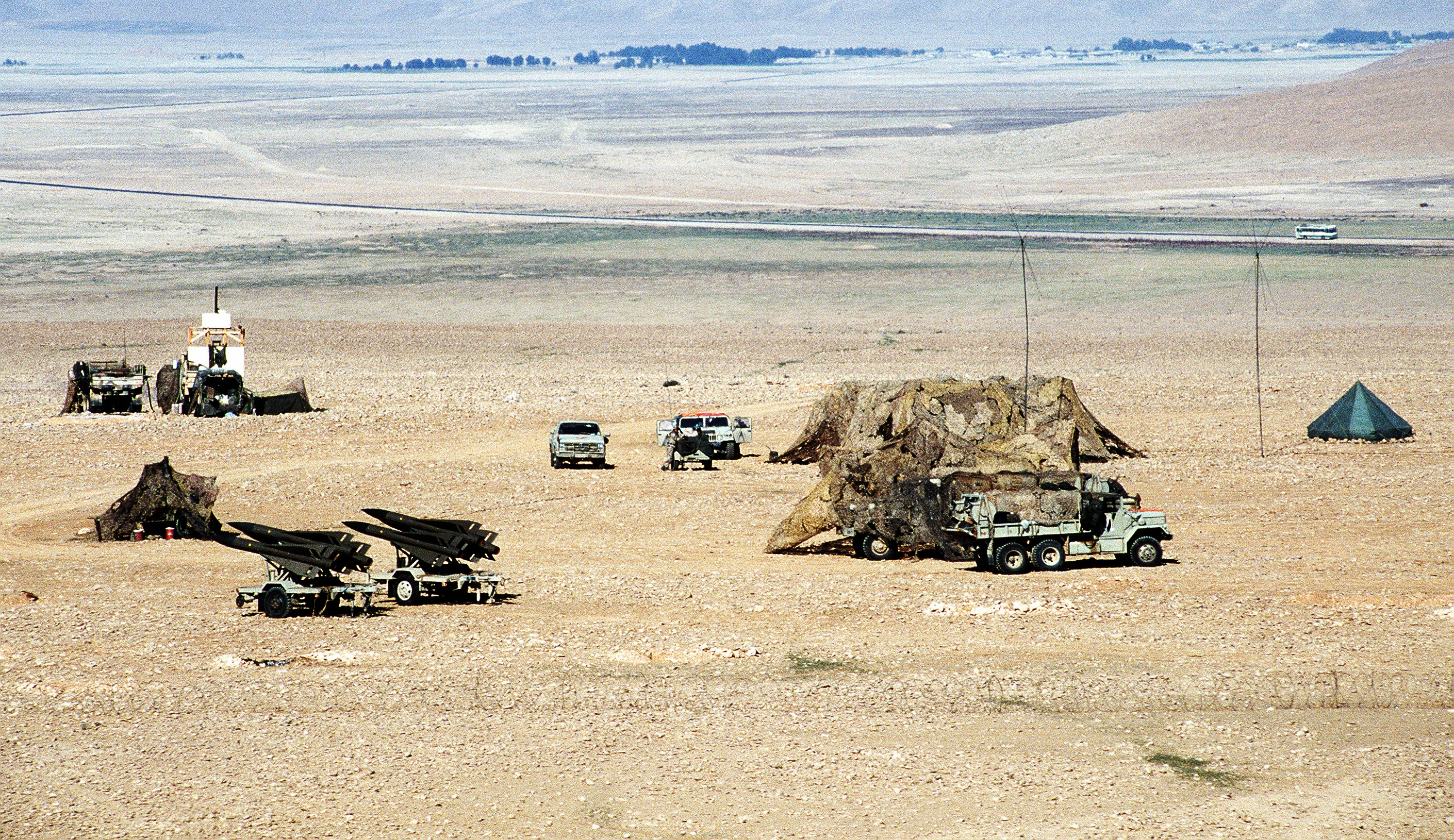
Batería de misiles HAWK durante la Operación Tormenta del Desierto.

A fines de los años setenta, los ejércitos europeos se comprometieron a modernizar sus MIM-23 HAWK en el marco del proyecto estadounidense. Bélgica, Alemania, Grecia, Dinamarca, Italia, los Países Bajos y Francia completaron la revisión de los sistemas existentes en la primera y segunda fase del proyecto estadounidense. Alemania y Países Bajos mejoraron de forma independiente sus sistemas, equipándolos con infrarrojos para detectar objetivos. La cámara de infrarrojos se instaló en el radar de iluminación, entre sus antenas. Según algunos informes, este sistema permitió detectar objetivos a distancias de hasta 80-100 kilómetros.
Dinamarca quería obtener misiles mejorados de otra manera. Se instalaron medios ópticos-electrónicos de detección y seguimiento de objetivos en el sistema danés HAWK. Se incluían dos cámaras de televisión diseñadas para la detección de blancos a distancias de hasta 40 y de hasta 20 kilómetros. Según algunas fuentes, después de la modernización, los daneses pudieron monitorear usando solo sistemas óptico-electrónicos y encender el radar solo después de acercarse al objetivo a la distancia necesaria.
Los MIM-23 HAWK se vendieron a 25 países en Europa, Oriente Medio, Asia y África. En total, se fabricaron varios cientos de conjuntos de defensa aérea y unos 40.000 misiles. Una gran parte de los países han abandonado los HAWK debido a su obsolescencia. Por ejemplo, el Cuerpo de Marines de los EE. UU.
Sin embargo, algunos países continúan operando los HAWK SAM y no planean abandonarlos. Por ejemplo, Egipto y Jordania desean extender la vida útil. Egipto tiene la intención de realizar pedidos a los motores de combustible sólido. La entrega de nuevos motores permitirá a los países continuar operando los HAWK durante los próximos años.
De gran interés es el destino de los HAWK suministrados a Irán. Según algunos datos, después de la ruptura con EE. UU., los iraníes realizaron de forma independiente varias actualizaciones. Además, a fines de la última década, se creó el Mersad, que representa una profunda modernización del sistema, aunque falta información exacta sobre este desarrollo iraní. Según algunas fuentes, los iraníes lograron aumentar el alcance a 60 kilómetros.

### Uso en combate
A pesar de que el MIM-23 HAWK se desarrolló para armar a las fuerzas estadounidenses estas no tuvieron que usarlo para destruir aviones o helicópteros enemigos. El primer avión derribado por un cohete MIM-23 lo reclamaron los israelíes. El 5 de junio de 1967 Israel derribó uno de sus cazas Dassault MD.450 Ouragan, dañado podría haber caído en el Centro de Investigación Nuclear en Dimona, debido a lo cual las unidades de defensa aérea tuvieron que usar misiles contra él.
En el curso de los siguientes conflictos armados, los HAWK israelíes destruyeron varias docenas de aviones enemigos. Por ejemplo, durante la Guerra de 1973, los 75 misiles utilizados pudieron destruir al menos 12 aviones.
Durante la guerra entre Irán y Irak, los SAM de Irán pudieron destruir 40 aviones iraquíes. Además, varios aviones iraníes fueron alcanzados por fuego amigo.
Durante el mismo conflicto, el sistema de defensa aérea de Kuwait abrió su cuenta. Los HAWK destruyeron un caza iraní F-5 que invadió el espacio aéreo. En agosto de 1990, durante la invasión iraquí, derribaron 14 aviones enemigos, pero perdieron varias baterías HAWK.
En 1987, las fuerzas armadas francesas apoyaron a Chad durante el conflicto con Libia. En septiembre un MIM-23 derribó un bombardero libio Tu-22.

### Retirada
A pesar de varias actualizaciones, EE. UU. dejó de operar los MIM-23 a principios de la última década. Después varios países europeos han retirado de servicio estos sistemas. Sin embargo, muchos de los países que alguna vez compraron el MIM-23 continúan operándolo. Además, algunos incluso pretenden modernizarlos, como Egipto o Jordania. Irán, que utilizó el diseño como base para su propio proyecto.
Todos estos hechos pueden servir como evidencia de que el sistema MIM-23 HAWK demostró ser uno de los sistemas más exitosos de su clase. Sin embargo, a pesar de todos sus méritos, el sistema HAWK está desactualizado y debe ser reemplazado. Muchos países lo han descartado como equipo obsoleto y han puesto en servicio nuevos sistemas antiaéreos con mayor rendimiento.

## Operadores
- Albania - (Protegido por Turquía)
- Alemania - (Fuera de servicio en 2005)
- Arabia Saudita
- Baréin
- Bélgica
- Corea del Sur
- Dinamarca - (Fuera de servicio)
- Egipto
- Emiratos Árabes Unidos
- España
- Estados Unidos
- Francia
- Grecia
- Indonesia
- Irán
- Israel
- Italia
- Japón
- Jordania
- Kuwait
- Noruega - (Fuera de servicio en 1998)
- Países Bajos
- Singapur
- Suecia
- Taiwán
- Turquía

Fase II. Estos países han puesto en marcha la mejoras fase 1 y fase 2.
- Albania - Adquiridos a Alemania
- Alemania - (Fuera de servicio en 2005)
- Bélgica - (Fuera de servicio y vendidos a Turquía)

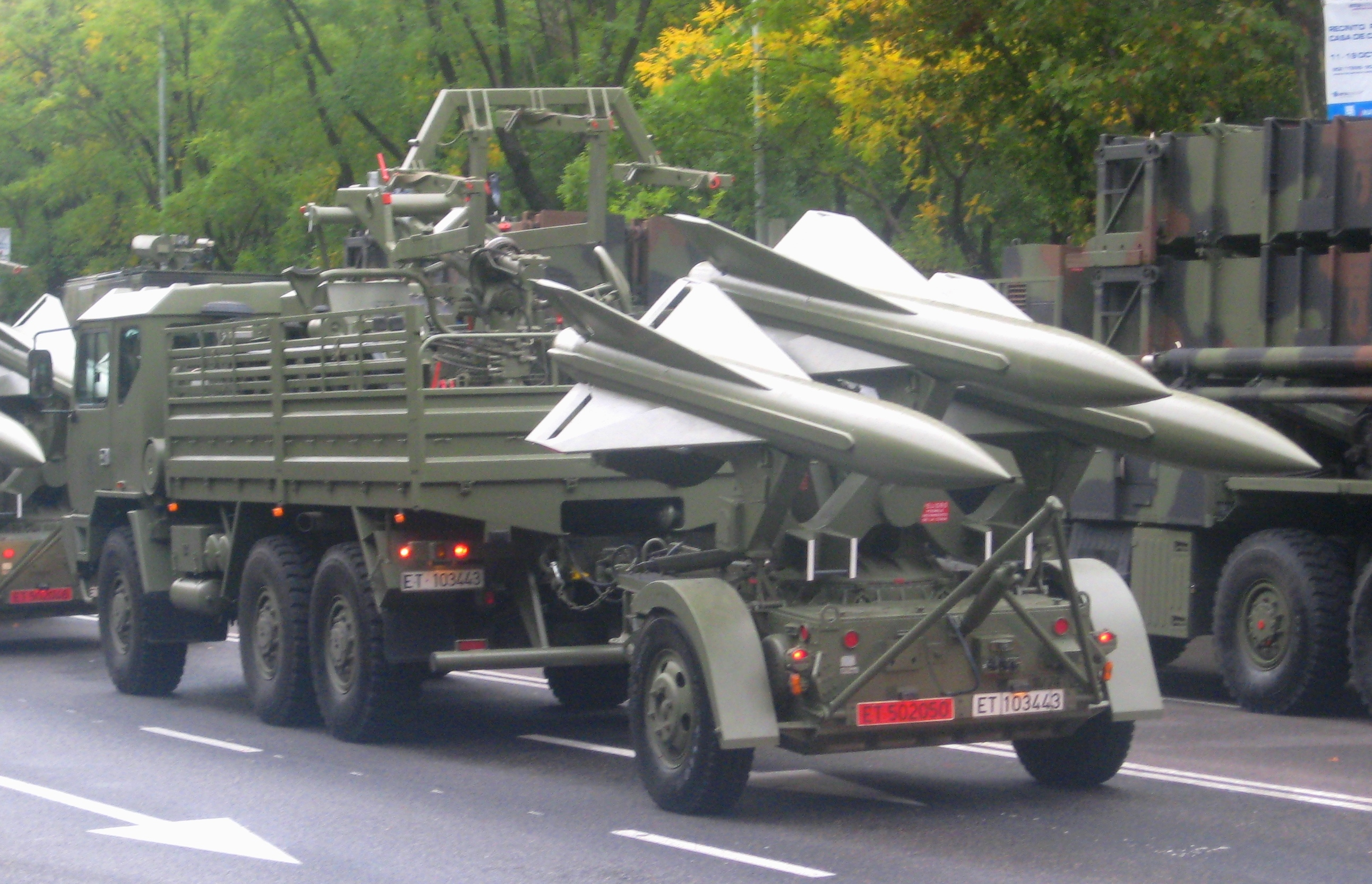
Hawk del Ejército de Tierra Español.
Desfile de las Fzas.ArmadasPaseo de la Castellana, Madrid, 12-Oct-2008

- Dinamarca
- Estados Unidos
- Francia
- Grecia
- Indonesia
- Italia
- Países Bajos

Fase III
- Arabia Saudita
- Egipto
- Emiratos Árabes Unidos
- España - Ejército de Tierra de España. Están integrados desde 1984 con el Sistema Automático de Defensa Aérea del Ejército del Aire (enlace SADA-SAM). Los 24 lanzadores originales (4 baterías) fueron recibidos en 1965, mientras que los otros 12 se adquirieron de segunda mano al Ejército de los Estados Unidos en la década de 1990. Están asignados al Regimiento de Artillería Antiaérea (RAAA) número 74.[2]
- Estados Unidos
- Grecia
- Israel
- Italia
- Países Bajos
- Singapur

- Suecia
- Taiwán
- Ucrania - Donados por España y Suecia durante la invasión rusa.[3][4]

HAWK XXI
- España - Adquiridos en 2021[5][6]
- Turquía
- Rumania - Adquiridos a Alemania

### Armas similares
- S-125 Neva/Pechora
- 2K12 Kub
- KS-1

### Listas relacionadas
- Anexo:Materiales del Ejército de Tierra de España